# Cool Struttin’
Cool Struttin’ (deutsch ungefähr: cooles Stolzieren) ist ein Jazz-Album des Jazzpianisten Sonny Clark. Es wurde im Jahr 1958 bei Blue Note veröffentlicht.

## Hintergrund
Das Album gilt als Meilenstein des klassischen Hard Bop und besitzt unter Jazzfans Kult-Status.  Das Album wurde mit dem oft unterschätzen Sonny Clark als Leader und dem Altsaxophonisten Jackie McLean, dem Trompeter Art Farmer und zwei Mitgliedern des Miles Davis Quintetts, dem Schlagzeuger Philly Joe Jones und dem Bassisten Paul Chambers aufgenommen. Art Farmer und Jackie McLean hatten zuvor einige Jahre bei Gene Ammons gespielt. Farmer spielte vorher auf dem Clark Album Dial „S“ For Sonny und Paul Chambers spielte schon auf Sonny's Crib.
Clark hatte Paul Chambers schon 1954 in Detroit getroffen; Philly Joe Jones lernte Clark erst durch sein Engagement bei Miles Davis 1956 kennen. Art Farmer hatte Sonny Clark 1952 bei Sessions mit Wardell Gray in Pasadena kennengelernt. Obwohl er Farmer von Miles Davis beeinflusst wurde, hatte er einen eigenen unverwechselbaren Stil entwickelt.
Das Titelstück gilt als überragendes, bluesiges Stück der Jazzgeschichte und war inspiriert durch Sonny Clarks Ehefrau. Clark sagte:

“I sort of got the name for it from the way the melody goes. It's a feeling of somebody struttin'. [...] It's a 24-bar blues, 12 and then 12.”

„Ich gelangte zu dem Namen sozusagen durch den Weg wie die Melodie geht. Es ist ein Gefühl als ob jemand stolziert. [...] Es ist ein 24 taktiger Blues, 12 und dann 12.“

Das Album wurde 1958 als LP bei Blue Note veröffentlicht und seitdem mehrere Male als CD herausgegeben.

## Titelliste
Seite 1
1. Cool Struttin’ (Sonny Clark) – 9:24
2. Blue Minor (Sonny Clark) – 10:19
Seite 2
3. Sippin’ at Bells (Miles Davis) – 8:19
4. Deep Night (Charles Henderson, Rudy Vallée) – 9:34
CD-Bonus
5. Royal Flush – 9:00
6. Lover (Lorenz Hart, Richard Rodgers) – 7:03

## Rezensionen
Das Album wurde vom Publikum und Kritik überwiegend positiv bis enthusiastisch aufgenommen. Allmusic vergab fünf von fünf möglichen Sternen, Jazz.com vergab 92 von 100 Punkten. All About Jazz nannte das Album „eines der größten Blue-Note-Alben aller Zeiten.“
Richard Cook und Brian Morton, die in ihrem Penguin Guide to Jazz dem Album die Höchstnote verliehen, bezeichnen es als eines der empfehlenswertesten Alben des Pianisten; es sei eines der „Schlüsselwerke des Hardbop“.